# 涂铭旌
涂铭旌（1928年11月15日—2019年1月1日），男，四川巴县（今重庆）人，中国金属材料专家，四川大学教授，中国工程院院士。

## 生平
1928年，出生于四川省巴县。
1951年，毕业于同济大学机械系。1955年，研究生毕业于北京钢铁学院金属材料系。
1995年，当选中国工程院院士。
2019年1月1日，在成都逝世，享壽90岁。

## 学术贡献
涂铭旌长期从事金属材料强度与断裂、稀土钒钛功能材料及纳米材料等的人才培养与科学研究。